# Мађарска на Летњим олимпијским играма 1960.
Мађарска је учествовала на Летњим олимпијским играма одржаним 1960. године у Риму, Италија. На свечаном отварању носилац заставе је био кошаркаш Јанош Шимон. Мађарска је овај пут послала 180 спортиста на олимпијаду, и они су учествовали у осамнаест спортских дисциплина.
Олимпијски тим из Мађарске је на овим олимпијским играма се такмичио у осамнаест спортских дисциплина и у девет дисциплина су освојили укупно двадесет и једну медаљу: шестт златних, осам сребрних и седам бронзаних медаља.

## Резултати по спортским гранама
На овој олимпијади су мађарски спортисти у укупно једанаест различитих спортских грана су освојили 155 олимпијских поена.
| Спортска грана | Позиција | Позиција | Позиција | Позиција | Позиција | Позиција | Олимпијски поени |
| Спортска грана | 1.       | 2.       | 3.       | 4.       | 5.       | 6.       | Олимпијски поени |
| Мачевање       | 2        | 2        | 0        | 3        | 0        | 0        | 33               |
| Кајак и кану   | 1        | 3        | 2        | 0        | 1        | 0        | 32               |
| Пентатлон      | 2        | 1        | 0        | 1        | 0        | 0        | 22               |
| Атлетика       | 0        | 1        | 2        | 1        | 0        | 0        | 16               |
| Рвање          | 0        | 1        | 0        | 2        | 2        | 0        | 15               |
| Пливање        | 0        | 0        | 0        | 1        | 3        | 1        | 10               |
| Бокс           | 1        | 0        | 0        | 0        | 1        | 0        | 9                |
| Дизање тегова  | 0        | 0        | 1        | 1        | 0        | 2        | 9                |
| Ватерполо      | 0        | 0        | 1        | 0        | 0        | 0        | 4                |
| Фудбал         | 0        | 0        | 1        | 0        | 0        | 0        | 4                |
| Веслање        | 0        | 0        | 0        | 0        | 0        | 1        | 1                |
|                |          |          |          |          |          |          |                  |
| Укупно         | 6        | 8        | 7        | 9        | 7        | 4        | 155              |

### Освојене медаље на ЛОИ
| Освајачи олимпијских медаља за Мађарску на ЛОИ 1960. | |        |
| Медаља                                               | Освајач медаље | Укупно |
| Злато                                                | Рудолф Карпати, Ференц Немет, Јанош Парти, Мачевање (екипно), Пентатлон, (екипно), Ђула Терек                                                       | 6      |
| Сребро                                               | Золтан Хорват, Имре Нађ, Имре Пољак, Имре Селеши, Ђула Живоцки, Кајак и кану (двојац), Кајак и кану (4×500 m, измене), Мачевање, (екипно)           | 8      |
| Бронза                                               | Гергељ Кулчар, Иштван Рожавелђи, Ђезе Вереш, Кајак и кану (двојац), Кајак и кану (двојац), Фудбалска репрезентација, Ватерполо репрезентација\|\| 7 |        |